# I Am the Law
I Am the Law (1922) é um filme de drama estrelado por Alice Lake e Kenneth Harlan, e com Noah Beery e Wallace Beery. O filme foi escrito por James Oliver Curwood e Raymond L. Schrock, e dirigido por Edwin Carewe.

## Elenco
- Alice Lake ... Joan Cameron
- Kenneth Harlan ... Capitão Bob Fitzgerald
- Rosemary Theby ... Mrs. George Mordeaux
- Gaston Glass ... Ralph Fitzgerald
- Noah Beery ... Sargento. Georges Mordeaux
- Wallace Beery ... Fu Chang